# Roman Brodmann
Roman Brodmann (* 18. Juni 1920 in Binningen; † 1. Februar 1990 in Basel) war ein Schweizer Journalist und Dokumentarfilmer.

## Werdegang
Roman Brodmann begann seine Journalistenlaufbahn 1943 beim Basler Volksblatt und bei der Tageszeitung Die Tat. Ab dem Jahr 1949 schrieb er als freier Mitarbeiter für verschiedene Schweizer Zeitungen und war Cabaret-Autor. 1950 bekam er eine Stelle als Filmkritiker beim Schweizer Fernsehen und wurde Chefredaktor der Zeitschrift Elle. Von 1961 bis 1963 war er Chefredaktor der Zürcher Woche.
Roman Brodmann produzierte und moderierte gleichzeitig Sendungen für das Schweizer Fernsehen, unter anderem das beliebte Freitagsmagazin, für das er im Jahre 1961 den Prix Italia erhielt. Nach Meinungsverschiedenheiten mit dem Schweizer Fernsehen wegen seiner sozialkritischen Haltung verliess er 1963 die Schweiz und wechselte als freier Redakteur zum ZDF. Im Jahr 1965 ging er zum Süddeutschen Rundfunk nach Stuttgart. Dort arbeitete er für die ARD-Sendung Zeichen der Zeit.  Brodmann wirkte in dieser Zeit auch als freier Journalist und Autor (Schweiz ohne Waffen, Moskau einfach), als Regisseur kritischer Dokumentarfilme (Der Traum vom Schlachten der heiligsten Kuh) sowie als Lehrer an der Hochschule für Fernsehen und Film München.

## Auszeichnungen
Für seinen Film Die Misswahl bekam Brodmann 1967 den Adolf-Grimme-Preis mit Bronze. Für seinen Dokumentarfilm Der Polizeistaatsbesuch – Beobachtungen unter deutschen Gastgebern über den Staatsbesuch des iranischen Schahs Mohammad Reza Pahlavi in West-Berlin, in dessen Verlauf am Rande einer Demonstration der Student Benno Ohnesorg erschossen wurde, wurde Brodmann 1968 mit dem Adolf-Grimme-Preis mit Silber ausgezeichnet. 1976 erhielt er den Sonderpreis des Kultusministers von Nordrhein-Westfalen im Rahmen des Adolf-Grimme-Preises für Die grünen Menschen auf Intensiv 1. Einen weiteren Adolf-Grimme-Preis mit Silber bekam Brodmann 1988 für Der Traum vom Schlachten der heiligsten Kuh.
1983 erhielt er den Basler Kulturpreis.
Das Haus des Dokumentarfilms  vergibt seit 2022 jährlich eine Auszeichnung für ein „herausragendes Werk des politisch-investigativen und gesellschaftlich relevanten Dokumentarfilms“. Der Preis wurde nach dem Journalisten und Regisseur Roman Brodmann benannt. Der Preis wird in Kooperation mit dem Institut für Medien- und Kommunikationspolitik vergeben.

## Werke

### Bücher
- Tagebuch der Aphrodite: Eine Sommergeschichte für Verliebte und Segler. Turicum-Verlag, Zollikon 1957
- Delirium feriarum: Analyse einer zeitgemässen Hysterie unter besonderer Berücksichtigung ihrer populärsten Symptome, mit einigen medizynischen Ratschlägen für Prophylaxe und Therapie. J. R. Geigy, Basel 1960.
- Schorsch Brunau: Meine kleine Flaschenpost. Zeichnungen von Viktor Speich. Sanssouci, Zürich 1963.
- Schweiz ohne Waffen: 24 Stunden im Jahre X … Benteli, Bern 1973.
- Der Un-Schweizer, was machen Eidgenossen mit einem Dissidenten? Vom Fall Ziegler zum Fall Schweiz. Luchterhand, Darmstadt 1977.
- «Moskau einfach»: 1968–1984 mitgeschrieben. Zytglogge, Gümligen 1984.
- hrsg. mit Andreas Gross, Marc Spescha: Unterwegs zu einer Schweiz ohne Armee: Der freie Gang aus der Festung. Z-Verlag, Basel 1986.

### Filme (Auswahl)
- 1966: Die Misswahl – Beobachtungen bei einer Schönheitskonkurrenz
- 1967: Der Polizeistaatsbesuch – Beobachtungen unter deutschen Gastgebern[A 2]
- 1977: Benito Mussolini – Die Verformung eines Menschen
- 1977: Miterlebt – Tod einer Zeitung[A 3][7]
- 1979: Laterna Teutonica – Fußnoten zur Geschichte des deutschen Tonfilms
  - 1. Als die Sprache sprachlos machte
  - 2. Abschiedsvorstellungen
  - 3. Der Schirmherr
  - 4. Die Schildkröten
  - 5. Des Teufels Regisseure
  - 6. Käutner und dann Staudte
  - 7. Als der Krieg zu Ende war
- 1981: Glacier Express – Der langsamste Schnellzug der Welt
- 1981: SOS am Piz Palü
- 1983: Der Lapplandpfeil, 45 Min über eine 28-stündige Zugreise
- 1984: Bernina Express – Ins Paradies um fünf vor zwölf
- 1984: El Talgo (Sierra-de-la-Culebra-Linie, Teil der Strecke Madrid – A Coruña)
- 1985: Die Transkorsika – Zwischen Bomben und Touristen
- 1986: Métro – Der unheimlich menschliche Untergrund
- 1987: Der Traum vom Schlachten der heiligsten Kuh (1982–1987)